# Dalea abietifolia
Dalea abietifolia là một loài thực vật có hoa trong họ Đậu. Loài này được (Rydb.) Bullock miêu tả khoa học đầu tiên.